# Усть-Уруш
Усть-Уруш — посёлок в Таштагольском районе Кемеровской области. Входит в состав Спасского городского поселения.

## История
Во времена СССР — посёлок Спасского поссовета Таштагольского горисполкома.

## География
Расположен на левом берегу реки Кондома, в месте впадения в неё реки Уруш, в 1-м километре от посёлка Спасск.
Центральная часть населённого пункта расположена на высоте 424 метров над уровнем моря.

## Население
В 1968 году проживал 41 житель.
По данным Всероссийской переписи населения 2010 года, в посёлке Усть-Уруш проживает 6 человек (4 мужчины, 2 женщины).